# Komitát
Komitát nebo královská župa (slovensky také hradské španstvo) je ve slovenské historiografii zpětné označení pro první fázi správních jednotek v Uhersku, která trvala od konce 10. století do přelomu 13. a 14. století. 

## Vývoj
Komitáty (alespoň některé) se dále dělily na hradní obvody. Jejich počet ani hranice však nejsou známy. Kromě toho existovaly malé, tzv. pohraniční komitáty, jejichž úkolem byla ochrana hranic, a které zanikly se vznikem stolic. Kolem roku 1074 bylo v Uhrách 45–50 komitátů. 
Začaly vznikat nejspíše už za Gejzy, nejpozději však za Štěpána I. V severní části Uherska (tedy i na Slovensku) navázaly na župy a podobné jednotky Velké Moravy. Uhersko bylo centralizovaným státem, který byl rozdělen na královské komitáty spravované hodnostáři. Tímto hodnostářem byl župan jmenovaný panovníkem, později i podžupan. Župan sídlil obvykle na hradě, podle kterého komitát dostal i své jméno.
Komitáty byly jednoduché organizační jednotky s cílem spravovat královský majetek (kterým do 13. století byla prakticky celá země). Šlo tedy o královské jednotky, na rozdíl od stolic, které byly šlechtickými jednotky a na rozdíl od žup, které byly státními jednotkami. Přechod od komitátů k stolicím probíhal v každé župě jinak rychle, první stolice vznikly ve 13. století.

## Název
V latině – tehdejším úředním jazyce – měl tento útvar mnoho různých označení, až ve 13. století se ustálil název comitatus, odkud pochází i slovo komitát. V maďarštině se pravděpodobně také používalo více názvů, jeden z nich byl megye [medě], což je slovo odvozené ze slovanského medja (nebo ze slovenského medzä či bulharského mežda), které původně ve slovanských jazycích i maďarštině označovalo (a ve slovenštině jako medza a ve slovinštině jako meja doposud označuje) spíše územní hranici.